# Analogie entre rotation et translation
En mécanique du solide, l’analogie entre rotation et translation traduit la correspondance systématique qui existe entre les grandeurs physiques et les lois d'un mouvement de rotation, et leur équivalent dans un mouvement rectiligne.

## Correspondance entre grandeurs
| Grandeur              | Notation | Unité        |  | Grandeur               | Notation | Unité                       |
| Vecteur déplacement   | ×        | mètre (m)    |  | Angle plan             | φ        | radian (rad)                |
| Vitesse               | v        | m s−1        |  | Vitesse angulaire      | ω        | rad s−1                     |
| Accélération          | a        | m s−2        |  | Accélération angulaire | α        | rad s−2                     |
| Force                 | F        | N = kg m s−2 |  | Couple                 | C        | N m = J/rad kg m2 s−2 rad−1 |
| Masse                 | m        | kg           |  | Moment d'inertie       | I        | kg m2 rad−2                 |
| Quantité de mouvement | p        | kg m s−1     |  | Moment cinétique       | I⋅ω      | kg m2 s−1 rad−1             |

On peut noter que le passage d'une grandeur de rotation à son homologue en translation se fait toujours en remplaçant le radian par le mètre. Pour le passage inverse, on peut se rappeler que les différentes grandeurs cinématiques n'ont pas de composante en mètre, tandis que les différentes grandeurs inertielles ont toutes une composante en mètre carré, l'exposant supporté par le radian s'en déduisant.
Note : depuis la 20e conférence générale du Bureau international des poids et mesures, le radian est une « unité sans dimension dont le nom et le symbole peut être utilisé, mais pas nécessairement, dans les expressions d'autres unités dérivées SI, suivant les besoins ».
Le radian a été ici systématiquement noté de telle manière que cette « unité dérivée » fournisse les résultats corrects dans les équations aux dimensions des lois de la rotation, et fournisse la même dimension pour la rotation et la translation, pour les grandeurs physiques qui sont des scalaires : travail et puissance, et énergie cinétique (voir le tableau ci-dessous).

## Correspondances entre lois
| Loi                   | Translation                                                                                        | Rotation | Équation aux dimensions pour l'unité en rotation                           |
| --------------------- | -------------------------------------------------------------------------------------------------- | --- | -------------------------------------------------------------------------- |
| Vitesse               | {\displaystyle {\vec {v}}} = {\displaystyle {\partial \over \partial t}}{\displaystyle {\vec {x}}} | {\displaystyle {\vec {\omega }}} = {\displaystyle {\partial \over \partial t}}{\displaystyle {\vec {\varphi }}} | {\displaystyle {\vec {\omega }}=\Delta \varphi /\Delta t}, donc en rad s−1 |
| Accélération          | {\displaystyle {\vec {a}}} = {\displaystyle {\partial \over \partial t}}{\displaystyle {\vec {v}}} | {\displaystyle {\vec {\alpha }}} = {\displaystyle {\partial \over \partial t}}{\displaystyle {\vec {\omega }}}  | {\displaystyle {\vec {a}}=\Delta \omega /\Delta t}, donc en rad s−2        |
| Travail d'une force   | {\displaystyle W={\vec {F}}\cdot {\vec {\Delta x}}}                                                | {\displaystyle W={\vec {C}}\cdot {\vec {\varphi }}}                                                             | W est en kg m2 s−2, donc C est en kg m2 s−2 rad−1                          |
| Puissance             | {\displaystyle P={\vec {F}}\cdot {\vec {v}}}                                                       | {\displaystyle P={\vec {C}}\cdot {\vec {\omega }}}                                                              | On a bien kg m2 s−2 rad−1 × rad s−1 = kg m2 s−3                            |
| Énergie cinétique     | {\displaystyle E={\frac {1}{2}}mv^{2}}                                                             | {\displaystyle E={\frac {1}{2}}I\omega ^{2}}                                                                    | E est en kg m2 s−2, donc I est en kg m2 rad−2                              |
| Grandeur conservative | {\displaystyle {\vec {p}}=m\cdot {\vec {v}}}                                                       | {\displaystyle {\vec {L}}=I\cdot {\vec {\omega }}}                                                              | On a bien kg m2 rad−2 × rad s−1 = kg m2 s−1 rad−1                          |